# 海田悠
海田 悠（かいだ ゆう、1947年  - ）は、日本の写真家。大阪府出身。

## 経歴
幼い頃は病弱で入退院を繰り返しており、一人遊びが得意な少年だった。人間観察が好きで、道を行き交う大人達の顔をよく眺めていた。23歳の頃、妻に旅行での写真を見せたところ、写真の才能があると言われ写真家を志す。実家の商売を手伝いながら、写真を独学で学ぶ。
26歳のときに東京綜合写真専門学校に入学。その後、友人と写真スタジオを設立。広告に必要なライティングを徹底的に研究し、独自の世界を創り上げていく。1985年、息子の誕生を機に独立。海田悠写真事務所を設立し、広告業界の仕事に身を置く。1970年にテレビで見た、ある経営者の引き締まった顔、眼光の鋭い眼差しを見て、どうしたらあのような顔になるのかと関心を抱き、いつか戦後経済を支えてきた経営者を撮影したいと思うようになる。
ある縁で伍堂輝雄（当時、東京シティエアターミナル相談役）と出会い、15年間抱いてきた経営者に対する撮影の思いを告げると、経営者22名への紹介状を書いてもらうことができた。その際、伍堂より「紹介状は書くけれども、彼らが君のカメラの前に立ってくれるかどうかは、君の情熱しかないよ」と言われる。その言葉が今でも海田の原動力となっている。そして、安藤百福、稲盛和夫、平岩外四、本田宗一郎、盛田昭夫など、戦後の日本を支え、創り上げ、国際社会に貢献してきた経営者130名の肖像写真を4年半かけて撮影。1993年に戦後日本の歩んできた道を捉えようとする写真展『経営者の肖像』を開催。同時に写真集を出版。
その後、経営者に加え、役者や画家、バレリーナといった芸術家や政治家など、あらゆるジャンルで活躍する人々を撮影している。

## 略歴
- 1947年 大阪生まれ。
- 1985年 海田悠写真事務所を設立。
- 1993年1月 『経営者の肖像』展 銀座和光ホール
- 1993年4月 『経営者の肖像』展 大阪MBSギャラリー
- 1999年2月 『日本の女将』展 銀座山野楽器
  - 新橋「金田中」、赤坂「なだ万」、京都「和久伝」、京都「瓢亭」、大阪「吉兆」など、一流料亭や旅館の女将の肖像写真、約30点を一堂に展示。おもてなしのプロである女将たちの表情を海田のレンズを通して垣間見ることができる写真展。
- 2000年1月 『表現者の肖像』展 銀座和光ホール
  - 市川團十郎、奥田元宋、片岡球子、瀬戸内寂聴、宮本輝、谷川俊太郎など、一流の表現者たちの「心の豊かさ」「人間臭さ」「何物にもとらわれない自由な精神」を堪能できる作品展。
- 2001年2月 『輝いている・31 Femmes』展 銀座ラ・ポーラ
  - 河瀬直美、北川悦吏子、佐々木かをり、妹島和世、西本智実、浜矩子、林文子など様々な世界で実力を認められた31名の日本の女性肖像写真展。
- 2001年3月 『市川猿之助・スーパー歌舞伎』展 お台場ビーナスフォート他
- 2001年4月 『ふだん着の政治家16名』展 衆議院議長公邸
  - 安倍晋三、小泉純一郎、古賀誠、野中広務、森喜朗など政治家の、選挙用のポスターやテレビでは見せない素顔を捉えた肖像写真展。
- 2001年9月 スーパー歌舞伎『新・三国志II 大阪松竹座篇』展 大阪キリンプラザ
- 2002年3月 スーパー歌舞伎『新・三国志II 九州博多篇』展 九州岩田屋
- 2003年3月 スーパー歌舞伎『新・三国志III 完結編』展2003年版 ポーラミュージアムアネックス
- 2003年4月 『ふだん着の政治家66名』展 銀座和光ホール
- 2003年7月 『新・経営者の肖像』展 銀座ミキモトホール
  - （株）エイチ・アイ・エス 澤田秀雄、シダックス（株）志太勤、スズキ（株）鈴木修、日本電産（株）永守重信、松井証券（株）松井道夫など、オーナー経営者88名の写真展。
- 2004年1月 スーパー歌舞伎『新・三国志の世界』展 新宿三越
- 2004年4月 スーパー歌舞伎「新・三国志III完結編」展2004年版 ポーラミュージアムアネックス
- 2004年6月 『舞台裏のエトワールたち』展 銀座松屋
  - 初のバレエ写真展。
- 2005年1月 『華麗なる世界（東京バレー団）』展 ポーラミュージアムアネックス
- 2006年1月 『挑戦者の群像』展 ポーラミュージアムアネックス
  - (株) USEN 宇野康秀、GMOインターネット(株) 熊谷正寿、(株)サイバーエージェント 藤田晋、(株)サイバードホールディングス 堀主知ロバートなど。2005年サンケイ“ビジネス・アイ”紙上で掲載したベンチャー系経営者を中心に、“挑戦者”として海田自身が選んだ若きベンチャー系経営者たち約35名の肖像写真展。
- 2007年1月 『蜃気楼・シルクロード』展 ポーラミュージアムアネックス
- 2007年10月 『時代を創る起業家たち』展 四ツ谷アート・コンプレックスセンター
  - （株）ネクシィーズ 近藤太香巳、（株）ベネフィット・ワン 白石徳生、（株）リヴァンプ 玉塚元一、（株）フェイス 平澤創、（株）ワークスアプリケーションズ 牧野正幸、（株）UBIC 守本正宏など、新進気鋭の若手起業家50名の肖像写真展。
- 2008年1月 『海田悠作品展』 帝国ホテルプラザ
- 2010年11月 海田悠写真展『産業人魂』 銀座和光並木館
  - トヨタ自動車(株) 張富士夫、パナソニック(株) 中村邦夫、武田薬品工業(株) 長谷川閑史、キヤノン(株) 御手洗冨士夫、キッコーマン(株) 茂木友三郎、住友化学(株) 米倉弘昌など。「百年に一度」の大不況といわれる時代を、日本の経営者はどのように受け止め、もの作りの原点に戻り激動のときを乗り越えようとするのか。100名の経営者の、優しさと厳しさが刻まれた、まさに愛に満ちた『慈父』のような顔をカメラに収めた作品展[2]。
- 2012年6月 海田悠写真展『経営者の肖像』 キヤノンSギャラリー
  - クオンタムリープ(株) 出井伸之、東レ(株) 榊原定征、サントリーホールディングス(株) 佐治信忠、(株)ニトリ 似鳥昭雄、日本マクドナルドホールディングス(株) 原田泳幸などの経営者、70名の肖像写真展。
- 2013年4月 『企業家は生きる』 アート・コンプレックスセンター
- 2014年6月 『海田悠 松下真々庵写真展〜幸之助哲学の生まれた庭〜』 パナソニック汐留ミュージアム

## 著書
- 1993年 『経営者の肖像』 講談社
- 2000年 『表現者の肖像』 アートデイズ
- 2001年 『輝いている 31Femmes』 アートデイズ
- 2001年 『猿之助 夢見る姿』 中央公論新社
- 2001年 『ふだん着の政治家』 中央公論新社
- 2003年 『新・経営者の肖像』 中央公論新社
- 2005年 『Festa2003』 財団法人日本舞台芸術振興会
- 2006年 『家族的経営の教え』 アートデイズ
- 2007年 『時代を創る起業家たち』 アートデイズ
- 2010年 『産業人魂』 文藝春秋
- 2013年 『企業家は生きる』 アートデイズ
- 2013年 『松下真々庵』(非売品) パナソニック株式会社